# Janua linguarum reserata

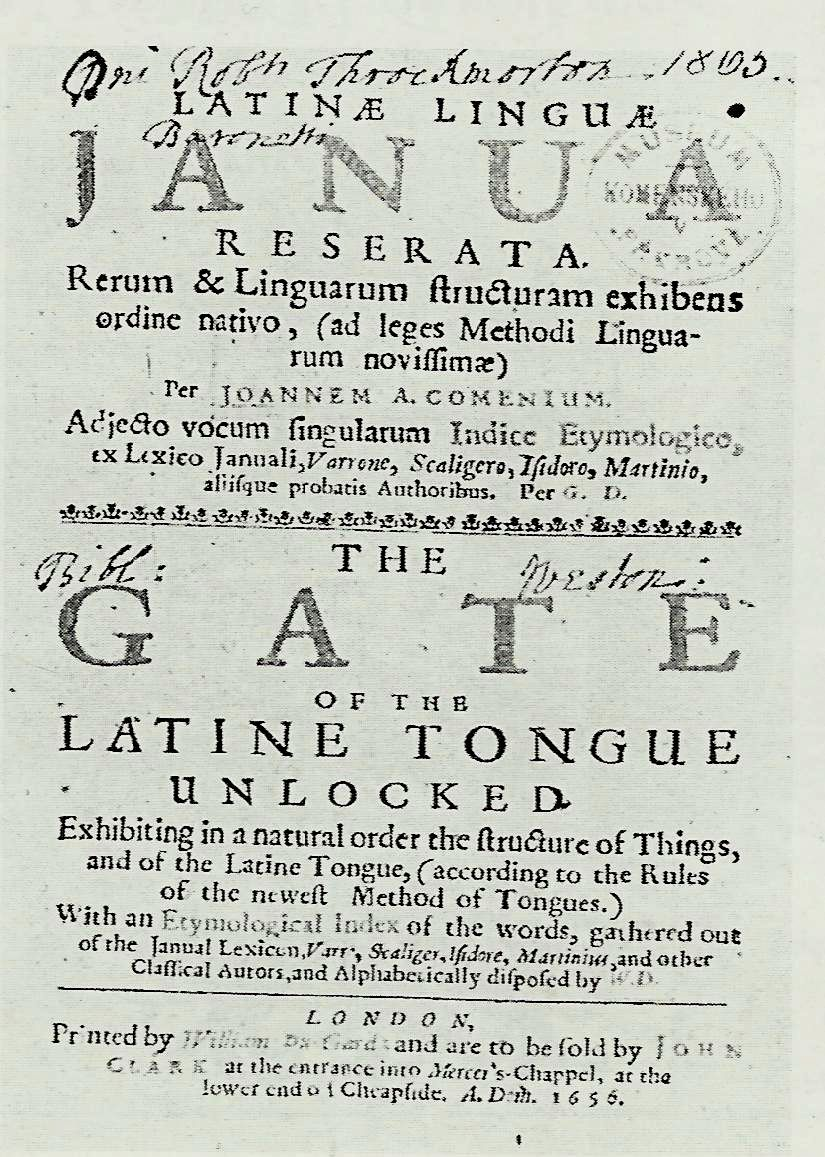
Janua linguarum reserata

De Janua Linguarum Reserata ("De talenpoort geopend") is een van de belangrijkste werken van Jan Amos Comenius. Omdat Comenius zich hier als eerste concentreert op praktische zaken in plaats van alleen abstracte grammatica als basis voor het leren van een taal en daarmee het talenonderwijs vernieuwde, geldt hij nog steeds als grondlegger van het moderne taalonderwijs. Het werk is in 12 Europese talen en enige Aziatische talen vertaald.